# غريغوري لورينزي
غريغوري لورينزي (بالفرنسية: Grégory Lorenzi)‏ هو لاعب كرة قدم فرنسي في مركز قلب الدفاع، ولد في 17 ديسمبر 1983 في باستيا في فرنسا. شارك مع منتخب كورسيكا لكرة القدم. أما مع النوادي، فقد لعب مع نادي أرليه أفينيون ونادي باستيا ونادي بريست ونادي موسكرون ونادي مونز ويان ريغنسبورغ.

## وصلات خارجية
- غريغوري لورينزي على موقع قاعدة بيانات كرة القدم.إي يو (الإنجليزية)
- غريغوري لورينزي على موقع بيانات كرة القدم. دي إي (الألمانية)
- غريغوري لورينزي على موقع ليكيب (الفرنسية)
- غريغوري لورينزي على موقع Soccerway.com (الإنجليزية)
- غريغوري لورينزي على موقع عالم كرة القدم.نت (الإنجليزية)
- غريغوري لورينزي على موقع AS.com (الإسبانية)